# Volvo Lastvagnar (bok)
Volvo Lastvagnar  är en roman från år 2005 av den norske författaren Erlend Loe. Det är en fristående uppföljare av boken Doppler, och tar vid där den boken slutar. Volvo Lastvagnar utkom i svensk översättning 2006.
Utöver personerna Doppler, Bongo och Gregus får vi också stifta bekantskap med Maj-Britt och von Borring. Boken har tydliga drag av att vara en metaroman, då författaren emellanåt själv kommenterar det han skriver, sitt bokförlag och recensenter.